# MLW World Women’s Featherweight Championship
Le MLW World Women's Featherweight Championship (que l'on peut traduire en championnat du monde féminin poids plumes de la MLW) est un championnat de catch féminin de la Major League Wrestling (MLW).

## Histoire
Le 7 juillet 2021, il a été annoncé que le cofondateur de Shimmer Women Athletes, Dave Prazak avait rejoint MLW pour aider à relancer sa division féminine. Il fait venir à la MLW plusieurs catcheuses ayant travaillé pour lui par le passé. 
Le 4 mars 2022, la MLW annonce la création prochaine du championnat du monde féminin poids plumes de la MLW. La première championne va être désignée dans un match opposant Taya Valkyrie à Holidead (en) le 13 mai. Valkyrie l'emporte et devient la première championne. 

## Historique des règnes
| # | Catcheur       | Nombre de règnes | Date            | Durée     | Lieu                         | Événement                   | Notes                                                                                | Réf   |
| - | -------------- | ---------------- | --------------- | --------- | ---------------------------- | --------------------------- | ------------------------------------------------------------------------------------ | ----- |
| 1 | Taya Valkyrie  | 1                | 13 mai 2022     | 328 jours | Philadelphie (Pennsylvanie)  | MLW Fusion                  | Elle bat Holidead (en) pour devenir la première championne. Diffusé le 16 juin 2022. | [ 5 ] |
| 2 | Delmi Exo      | 1                | 6 avril 2023    | 191 jours | Queens (New York)            | MLW War Chamber             |                                                                                      | [ 6 ] |
| 3 | Janai Kai      | 1                | 14 octobre 2023 | 455 jours | Philadelphie (Pennsylvanie)  | MLW Slaughterhouse          |                                                                                      | [ 7 ] |
| 4 | Delmi Exo      | 2                | 11 janvier 2025 | 84 jours  | North Richland Hills (Texas) | MLW Kings Of Colosseum 2025 |                                                                                      |       |
| 5 | Shoko Nakajima | 1                | 5 avril 2025    | 1 jour    | Long Beach (California)      | MLW Battle Riot VII         |                                                                                      |       |

## Règnes combinés
| Signe | Notes                           |
| ----- | ------------------------------- |
|       | Travaille actuellement à la MLW |

| Rang | Championne     | Règnes | Jours combinés |
| ---- | -------------- | ------ | -------------- |
| 1    | Janai Kai      | 1      | 455 jours      |
| 2    | Taya Valkyrie  | 1      | 328 jours      |
| 3    | Delmi Exo      | 2      | 275 jours      |
| 4    | Shoko Nakajima | 1      | 1 jour         |